# توم لي (لاعب كرة قاعدة)
توم لي (بالإنجليزية: Tom Lee)‏ هو لاعب كرة قاعدة أمريكي، ولد في 8 يونيو 1862 في ميلواكي في الولايات المتحدة، وتوفي بنفس المكان في 4 مارس 1886.